# 服部誠太郎
服部誠太郎（日语：／ Hattori Seitarō ?，1954年9月11日—），是日本政治人物，第20任福岡縣縣知事。

## 選舉
2011年任福岡縣副知事。2017年代理福岡縣知事職務。在此期間，還兼任久留米研究園區的董事副會長。
2021年1月20日，福岡縣知事小川洋因病療養住進九州大學醫院再次檢查，因此服部代理就任福岡縣知事職務。3月3日，小川辭職(小川於同年11月2日去世)，服部宣佈參加福岡縣知事選舉。3月24日，辭去福岡縣副知事職務。4月11日的投票開票結果，他擊敗了得到日本共產黨支持的原福岡市議會議員星野美惠子，首次當選。自4月14日福岡縣選舉管理委員會公佈當選公告之日起生效，就任福岡縣知事。作爲公選的福岡縣知事，他是第一位私立大學出身的人，也是第一位縣職員出身的土生土長的知事。